# Elżbieta Kornberger-Sokołowska
Elżbieta Maria Kornberger-Sokołowska (ur. 7 lipca 1948) – polska prawniczka, profesor nauk prawnych, profesor nadzwyczajny Uniwersytetu Warszawskiego, specjalistka w zakresie prawa finansowego.

## Życiorys
W 1975 na Wydziale Prawa i Administracji Uniwersytetu Warszawskiego na podstawie rozprawy pt. Prawne formy koordynacji gospodarczej w zarządzaniu przedsiębiorstwem otrzymała stopień naukowy doktora nauk prawnych w zakresie prawa. Tam też w 2001 na podstawie dorobku naukowego oraz rozprawy pt. Decentralizacja finansów publicznych a samorządność jednostek samorządu terytorialnego uzyskała stopień doktora habilitowanego nauk prawnych w zakresie prawa, specjalność: prawo finansowe. W 2015 prezydent RP nadał jej tytuł naukowy profesora nauk prawnych. Została profesorem nadzwyczajnym Uniwersytetu Warszawskiego.